# Gaylord (Michigan)
Gaylord é uma cidade localizada no estado americano de Michigan, no Condado de Otsego.

## Demografia
Segundo o censo americano de 2000, a sua população era de 3681 habitantes.
Em 2006, foi estimada uma população de 3744, um aumento de 63 (1.7%).

## Geografia
De acordo com o United States Census Bureau tem uma área de
10,2 km², dos quais 10,2 km² cobertos por terra e 0,0 km² cobertos por água. Gaylord localiza-se a aproximadamente 411 m acima do nível do mar.

## Localidades na vizinhança
O diagrama seguinte representa as localidades num raio de 36 km ao redor de Gaylord.